# Anizofilia

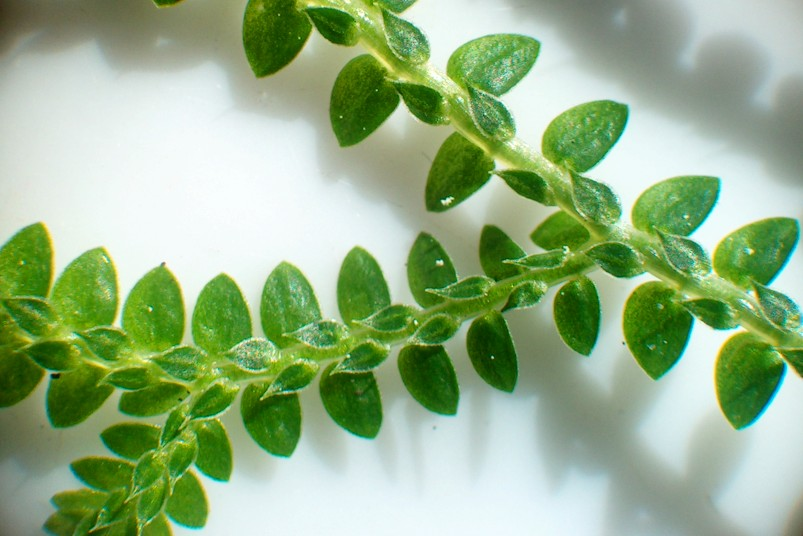
Anizofilia dziedziczna u Selaginella apoda

Anizofilia, nierównolistność – (gr. anísos – nierówny, phyllon – liść) – zjawisko zróżnicowania wielkości dojrzałych liści wyrastających na tej samej roślinie blisko siebie lub nawet z tego samego węzła. Anizofilia może być indukowana czynnikami zewnętrznymi (a. indukowana) lub może być uwarunkowana genetycznie (a. dziedziczna). Przykładem pierwszego przypadku są różnice wielkości liści na pędach drzew z rodzaju klon i kasztanowiec, u których pod wpływem działania siły ciężkości liście wyrastające na tym samym pędzie ku dołowi są większe od rosnących ku górze. Anizofilia dziedziczna występuje u widliczek, u których zawsze z węzła wyrasta duży liść po dolnej stronie pędu i mały liść po stronie górnej.